# Broadband
Не путать с Broadcast.
Broadband — широкополосная передача — технология передачи данных по сети (можно использовать как медный, так и оптико-волоконный кабель), при которой данные передаются в виде модулированных радиочастотных сигналов.
Как правило, передаётся более чем один сигнал, для чего особым образом распределяется полоса частот носителя. Широкополосный кабель обычно совместно используется несколькими сетями или системами, например, системами передачи телевизионного сигнала или видеоконференций.
Термин broadband используется для описания высокоскоростных сетей, позволяющих передавать одновременно сигналы различных служб, например, данные, голос и видео.
Также существует широкополосная передача в сотовых сетях, то есть mobile broadband, что позволяет передавать по беспроводным каналам как цифровые данные, так и голос (см. также: Беспроводной модем).